# Алексеевка (Брагинский район)
Алексе́евка (бел. Аляксееўка) — деревня в Брагинском районе Гомельской области Белоруссии. В составе Маложинского сельсовета.

## Этимология
До 1914 года деревня Алексеевка носила название Тютьки. В связи с неблагозвучным названием сельчане ходатайствовали перед земским начальником Брагинского участка Речицкого уезда Минской губернии о переименовании своего населённого пункта. К концу года Тютьки переименовали в село Алексеево.

## География

### Расположение
В 10 км на юго-восток от Брагина и в 38 км от железнодорожной станции Хойники (на ветке Василевичи — Хойники от линии Калинковичи — Гомель, в 129 км от Гомеля.

### Водная система
На юге сеть мелиоративных каналов.

## Транспортная система
Транспортная связь по просёлочной, а затем по автомобильной дороге Комарин — Брагин.
В деревне 108 жилых домов (2004 год). Планировка складывается из прямолинейной улицы, которую пересекает одна улица и примыкает другая. Застройка деревянными домами.

## История
Основана в начале XX века переселенцами с соседних деревень. В 1930 году организован колхоз «Алексеевка», работали ветряная мельница и кузница.
С 10 июля 1939 года центр Кривчанского сельсовета Брагинского района Полесской, с 8 января 1954 года Гомельской областей.
До 24 октября 2002 года в составе Кривченского сельсовета.

## Население

### Численность
- 2004 год — 108 дворов, 256 жителей

### Динамика
- 1959 год — 548 жителей (согласно переписи)
- 2004 год — 108 дворов, 256 жителей

## Достопримечательность
- Церковь

#### Утраченное наследие
- Храм